# Linha 11 (Metro de Barcelona)

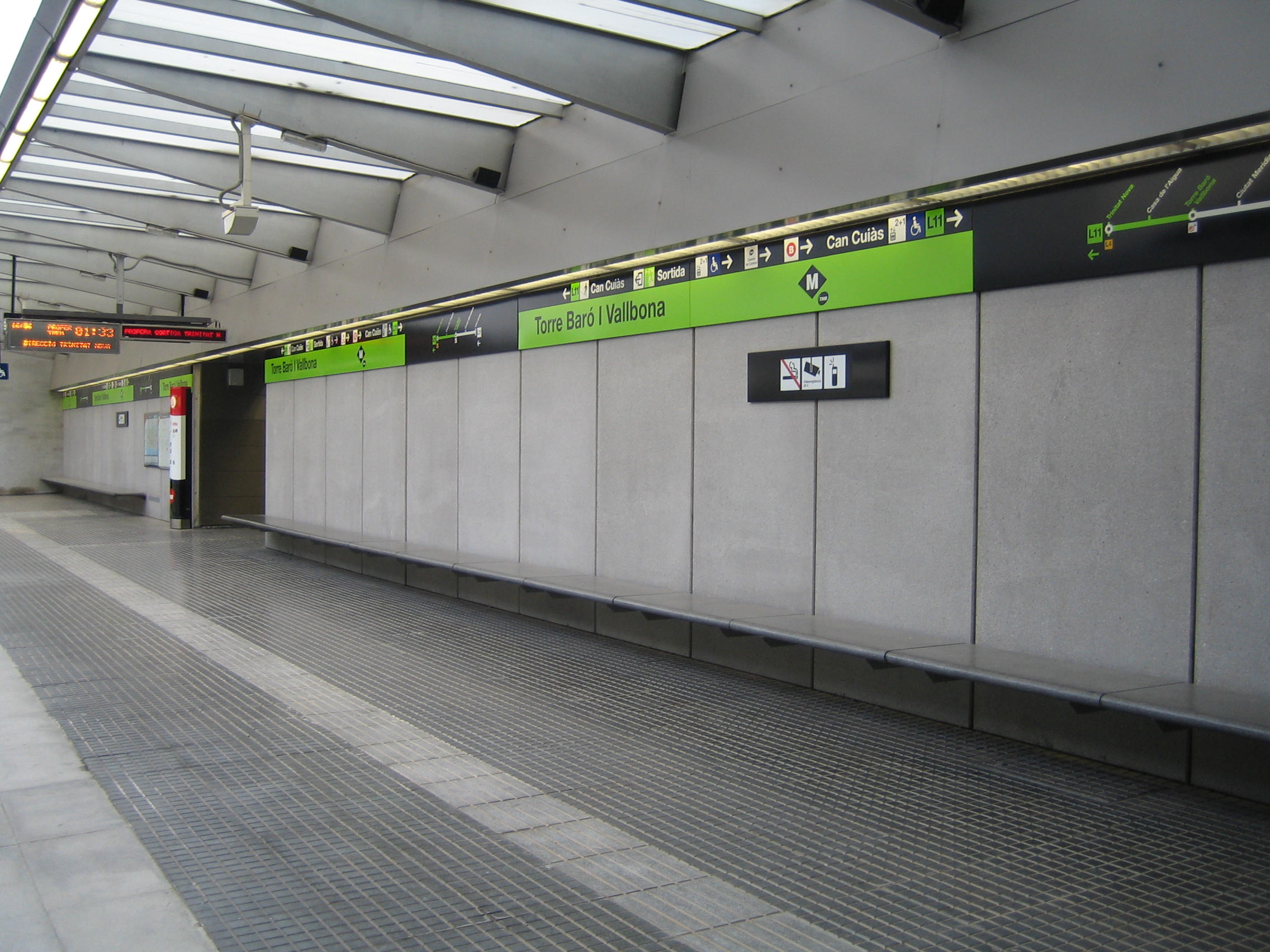
Estação Torre Baró - Vallbona.

A Linha 11 do Metro de Barcelona  foi inaugurada em 14 de dezembro de 2003. As obras foram executadas em 3 anos. É uma linha do tipo Metro Ligeiro com pouco mais de 2 km em via única. Na estação de Torre Baró - Vallbona, a via é dupla e é onde as duas composições que servem o trecho se cruzam. Existe uma terceira composição de trens que é mantida em reserva.

## Características
O túnel foi construído de forma a abrigar o metro convencional em uma futura expansão.
O transbordo com a Linha 4 (Metro de Barcelona) é feito na estação Trinitat Nova .

## Mapa da linha

Linha 11 do Metro de Barcelona.

## Informações técnicas
| Cor                           | Verde Claro                     |
| Número de estações            | 5                               |
| Tipo                          | Metro ligeiro                   |
| Distância                     | 2,1 km.                         |
| Trens                         | Serie 5000.                     |
| Tempo de viagem               | 6 minutos de ponta a ponta.     |
| bitola da via                 | 1.435 mm (bitola internacional) |
| Tração                        | Eletricidade                    |
| Trecho ao ar livre            | Estação Torre Baró - Vallbona   |
| Cobertura de telefone celular | Disponível em todo o percurso.  |
| Oficinas e páteos de manobra  |                                 |
| Operadora                     | TMB                             |